# Minna Schilling

Minna Schilling

Minna Martha Schilling (* 29. Mai 1877 in Freiberg in Sachsen als Minna Petermann, später Minna Frölich; † 22. April 1943 in Weimar) war eine deutsche Politikerin. 

## Leben und Wirken
Petermann wurde als Tochter eines Zigarrenarbeiters geboren. Nach dem Besuch der Volksschule von 1883 bis 1891 wurde Schilling zur Zigarrenarbeiterin ausgebildet. Den Namen Schilling nahm sie nach ihrer ersten Eheschließung an; nach der Scheidung heiratete sie 1928 den SPD-Politiker August Frölich und nahm den Namen Frölich an. Als junge Frau wurde sie Mitglied der Sozialdemokratischen Partei Deutschlands (SPD), in der sie sich vor allem der Sozialarbeit widmete. Außerdem war sie in der Auskunftei der Gewerkschaftskartells Döbeln tätig. 1914 wurde Schilling Mitglied des Kriegsunterstützungsausschusses. Nach der Novemberrevolution 1918 wurde sie Mitglied des Arbeiterrates und Bezirksrates der Amtshauptmannschaft Döbeln. Ferner wurde sie Mitglied des Kreisvorstandes der SPD des 10. sächsischen Reichstagswahlkreises und Stadtverordnete in Döbeln. Im Juni 1924 wurde sie unbesoldete Stadträtin in Döbeln.
Im Januar 1919 wurde Schilling als Kandidatin der SPD für den Wahlkreis 30 (Sachsen 15–23) in die Weimarer Nationalversammlung gewählt. Bei der Reichstagswahl vom Juni 1920 wurde Schilling als Kandidatin der SPD für den Wahlkreis 33 (Chemnitz-Zwickau) in den Reichstag gewählt, dem sie zunächst bis zur Wahl im Mai 1924 angehörte, wobei sie die Wiederwahl verfehlte, so dass sie vorerst für sieben Monate aus dem Parlament ausschied. Bei der Reichstagswahl vom Dezember 1924 gelang es ihr als Kandidatin der SPD für den Wahlkreis 29 (Leipzig) in den Reichstag zurückzukehren, dem sie nun bis zum Mai 1928 angehörte. Im Reichstag fiel Schilling vor allem als Sozialexpertin auf.
Schillings Nachlass lagert unter der Kennnummer 21823 im Staatsarchiv in Leipzig. Er beinhaltet vor allem Mitschriften einer Vortragsreihe des Sozialdemokraten Hermann Duncker.